# Los Ojos de la Oscuridad
Los Ojos de la Oscuridad (The Eyes of Darkness) es una novela de suspenso del escritor estadounidense Dean Koontz, publicada en 1981 bajo el seudónimo de Leigh Nichols. El libro se centra en una madre que se embarca en una búsqueda para descubrir si su hijo realmente murió un año antes o si todavía está vivo.

## Sinopsis
En el año 2020, Christina Evans envía a su hijo a una excursión de camping con un monitor que ya ha realizado dieciséis veces este viaje a las montañas sin contratiempos, pero esta vez no es así. Cada uno de los campistas, el monitor y el conductor mueren sin explicación. Mientras la afligida madre protagonista comienza a aceptar el hecho de que su hijo, Danny, está muerto, comienza a sufrir un feroz acoso de mensajes surgidos de la nada, como frases escritas en pizarras, palabras salidas de impresoras y otras "señales", que dicen que su hijo no está muerto. Junto con su nuevo amigo, Elliot Stryker quién es abogado y anteriormente trabajo para la Inteligencia Militar, Christina se propone descubrir qué podría haber sucedido el día en que su hijo "murió", pero Christina y Elliot son perseguidos por el "Proyecto Pandora".

## Personajes
- Christina Evans - La madre de Danny, recientemente divorciada del padre.
- Michael Evans - Padre de Danny.
- Elliot Stryker - Un abogado que solía trabajar para la Inteligencia Militar, y el compañero y ligue de Christina.
- Danny - El hijo de Tina.
- Leticia María - Farmacóloga.
- Vincent - Un asesino contratado por el Proyecto Pandora.
- Alexander - Jefe del Proyecto Pandora.
- Vivian Nedler- Empleada de Chiristina Evans la cual empezó a notar cosas raras en la casa de Christina

## Adaptación televisiva
Según escribió el autor Dean Koontz en el epílogo de una nueva edición de bolsillo en 2008, el productor de televisión Lee Rich compró los derechos del libro junto con The Face of Fear, Darkfall y una cuarta novela cuyo nombre no mencionó para una serie de televisión basada en el trabajo de Koontz. The Eyes of Darkness fue asignada a Ann Powell y Rose Schacht, coescritoras de Drug Wars: The Camarena Story, pero nunca pudieron entregar un guion aceptable. Finalmente, The Face of Fear fue el único libro de los cuatro que se convirtió en una película para televisión.

## Asociación al brote de coronavirus
El brote en 2019 del coronavirus COVID-19 descubierto en humanos en Wuhan, China, hizo que algunos lo relacionasen con el arma biológica descrita en la novela, la cual se llamaba originalmente Gorki-400 pero se rebautizó en 1989 como Wuhan-400, probablemente debido al final de la Guerra Fría.